# 魔法使いのおじいさん
『魔法使いのおじいさん』（まほうつかいのおじいさん、原題：Kummatty）は、1979年に公開されたインドのマラヤーラム語ファンタジー映画。監督はゴーヴィンダン・アラヴィンダン、作曲はM・G・ラーダクリシュナンとカヴァラム・ナーラーヤナ・パニッカル、作詞はパニッカルが手掛けている。

## キャスト
- ラムニ
- アショーク・ユニクリシュナン
- コタラ・ゴパラクリシュナン・ナーイル
- カッティダティ・ヴィラーシニ（英語版）

## サウンドトラック
| No. | 曲名                           | 歌手                                           | 作詞                                 | 収録時間 |
| 1   | Aandiyambalam                  | カヴァラム・ナーラーヤナ・パニッカル           | カヴァラム・ナーラーヤナ・パニッカル |          |
| 2   | Aarambatheerambathu            | カヴァラム・ナーラーヤナ・パニッカル           | カヴァラム・ナーラーヤナ・パニッカル |          |
| 3   | Aarambhathu                    |                                                | カヴァラム・ナーラーヤナ・パニッカル |          |
| 4   | Karukare Kaarmukil             | カヴァラム・ナーラーヤナ・パニッカル           | カヴァラム・ナーラーヤナ・パニッカル |          |
| 5   | Karukare Kaarmukil (Fast)      | コーラス                                       | カヴァラム・ナーラーヤナ・パニッカル |          |
| 6   | Maanathe macholam              | カヴァラム・ナーラーヤナ・パニッカル           | カヴァラム・ナーラーヤナ・パニッカル |          |
| 7   | Maanathe Macholam              | コーラス                                       | カヴァラム・ナーラーヤナ・パニッカル |          |
| 8   | Muthassikkadhayile             | K・S・チトラ、マンジュ、アーシャ、ウーシャ     | カヴァラム・ナーラーヤナ・パニッカル |          |
| 9   | Muthassikkadhayile (Version 1) |                                                | カヴァラム・ナーラーヤナ・パニッカル |          |
| 10  | Naadan Paattu                  |                                                | カヴァラム・ナーラーヤナ・パニッカル |          |
| 11  | Odiyodikkali                   | カヴァラム・ナーラーヤナ・パニッカル、コーラス | カヴァラム・ナーラーヤナ・パニッカル |          |
| 12  | Paandeedem                     | カヴァラム・ナーラーヤナ・パニッカル           | カヴァラム・ナーラーヤナ・パニッカル |          |